# مالطي
المالطي هو أحد أنواع التمور التي تنتجها واحات نفزاوة والجريد بالجنوب التونسي. وينضج في شهر سبتمبر . وهو يتميز بكبر حجمه ولونه العسلي.